# Glossopappus macrotus
 Glossopappus macrotus   Briq. & Cavill., 1916 è una specie di piante angiosperme dicotiledoni della famiglia delle Asteraceae, sottofamiglia Asteroideae,  tribù Anthemideae  (Mediterranean clade) e sottotribù Leucantheminae.  Glossopappus macrotus  è anche l'unica specie del genere  Glossopappus  Kunze, 1846.

## Etimologia
Il nome generico (Glossopappus) deriva da due parole: una dalla lingua latina "glossa" (= lingua) e l'altra dal greco "pappus" (= nonno, prima peluria sul mento).  L'epiteto specifico ( macrotus) deriva dal greco "makros" (= largo, grande).
Il nome scientifico della specie è stato definito dai botanici John Isaac Briquet (1870-1931) e François Georges Cavillier (1868-1953) nella pubblicazione " Flore des Alpes Maritimes; ou, Catalogue raisonné des plantes qui croissent spontanément dans la chaine des Alpes maritimes y compris le département français de ce nom et une partie de la Ligurie occidentale. Genève, etc" ( Fl. Alpes Marit. 6: 77) del 1916. Il nome scientifico del genere è stato definito dal botanico Gustav Kunze (1793-1851) nella pubblicazione "Flora; oder, (allgemeine) botanische Zeitung. Regensburg, Jena" (Flora 29: 748) del 1846.

## Descrizione

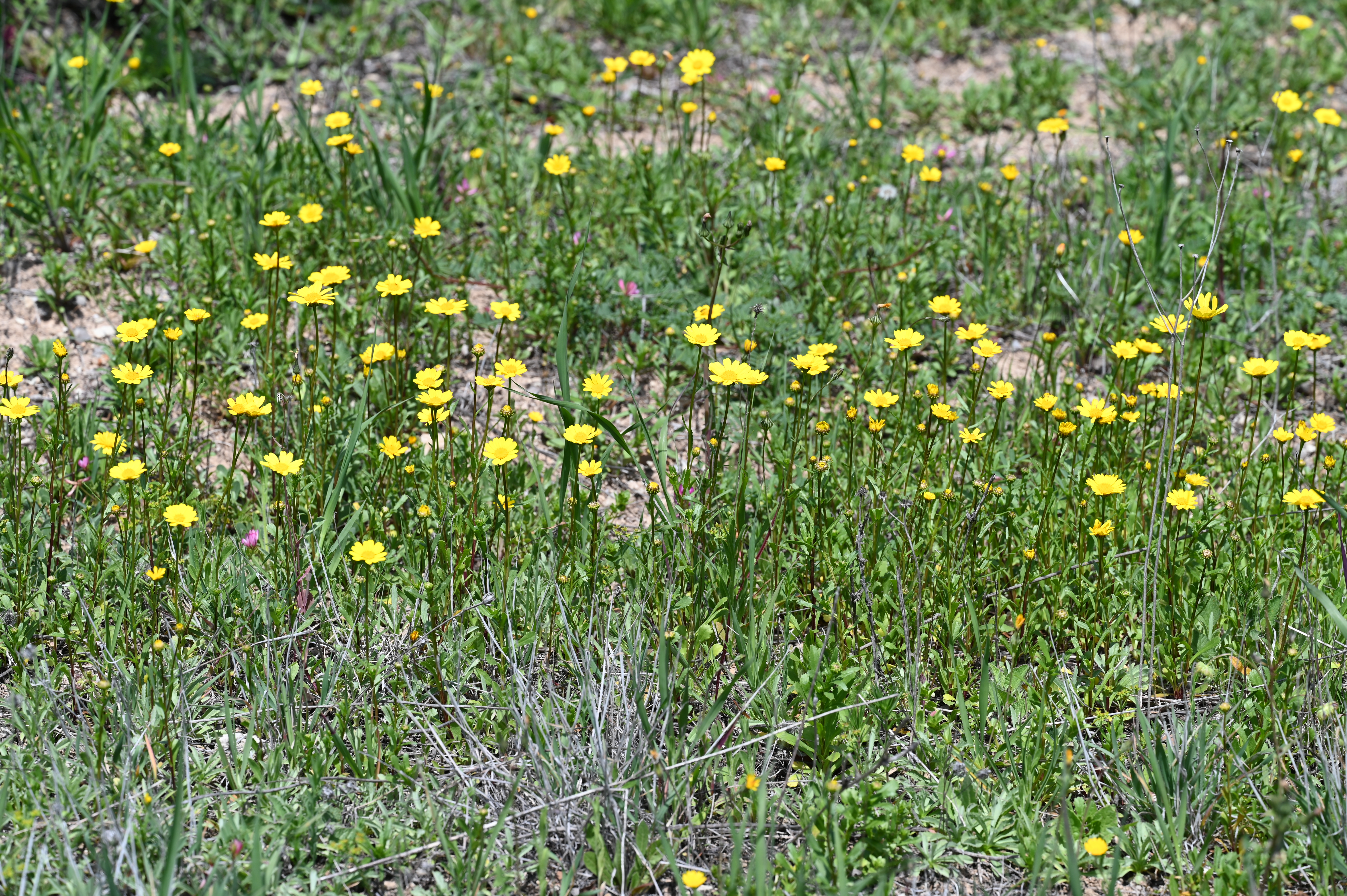
Il portamento

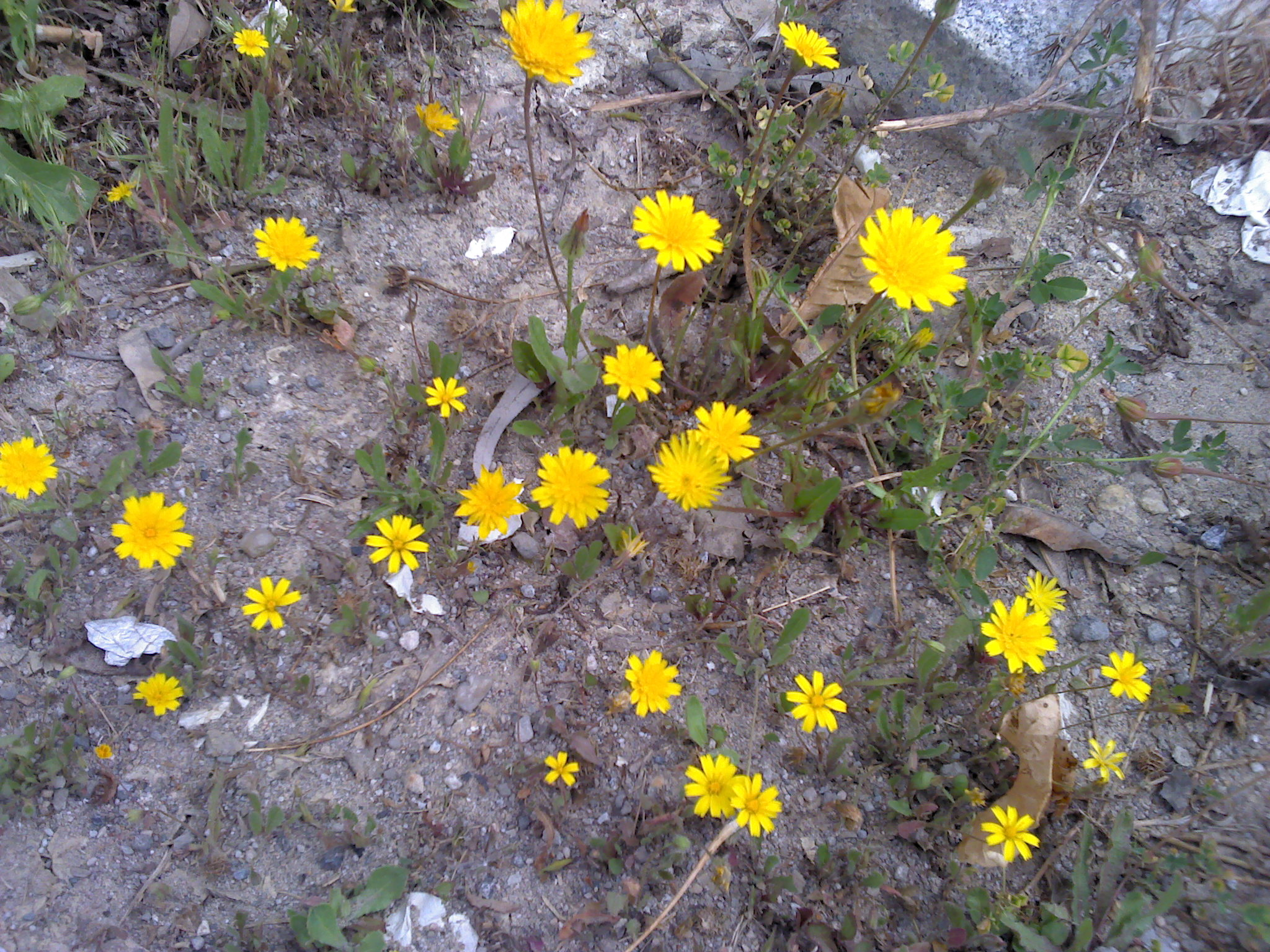
Infiorescenza

Portamento. La specie di questa voce è un'erba annuale. L'indumento è assente (erba glabra).
Fusto. La parte aerea in genere è eretta, semplice o ramosa. 
Foglie. Le foglie sono disposte in modo alterno con lamina intera o lobata. I bordi sono seghettato-dentati.
Infiorescenza. Le sinflorescenze sono formate da capolini solitari. Le infiorescenze vere e proprie sono composte da un capolino terminale peduncolato di tipo radiato. I capolini sono formati da un involucro, con forme da emisferiche a meniscoidi, composto da diverse brattee, al cui interno un ricettacolo fa da base ai fiori di due tipi: fiori del raggio e fiori del disco. Le brattee, piatte, a consistenza erbacea e carnosa nella parte centrale, con margini scariosi chiari (ialini) o scuri, sono disposte in modo più o meno embricato su 4 serie. Il ricettacolo, conico, è privo di pagliette.
Fiori.  I fiori sono tetra-ciclici (formati cioè da 4 verticilli: calice – corolla – androceo – gineceo) e pentameri (calice e corolla formati da 5 elementi). Si distinguono in:
- fiori del raggio (esterni): sono femminili, fertili e sono disposti su una serie; la forma è ligulata (zigomorfa); a volte possono mancare o essere sterili;
- fiori del disco (centrali): sono più numerosi con forme brevemente tubulose (attinomorfe o lievemente zigomorfe); sono ermafroditi e fertili.

- Formula fiorale:

*/x K {\displaystyle \infty }, [C (5), A (5)], G 2 (infero), achenio
- Calice: i sepali del calice sono ridotti ad una coroncina di squame.

- Corolla: 
  - fiori del raggio: la forma della corolla alla base è più o meno tubulosa-imbutiforme, mentre all'apice è ligulata; la ligula può terminare con alcuni denti; il colore in genere è bianco o raramente giallo;
  - fiori del disco: la forma è tubulare bruscamente divaricata in 5 lobi due dei quali sono più evidenti; i lobi, patenti o eretti, hanno una forma deltata o più o meno lanceolata; i colori sono giallo e rosso.

- Androceo: l'androceo è formato da 5 stami (alternati ai lobi della corolla) sorretti da filamenti generalmente liberi a forma di balaustra; gli stami sono connati e formano un manicotto circondante lo stilo. Le antere possono essere sia di tipo basifissa che medifissa. Il tessuto endoteciale (rivestimento interno dell'antera) non è polarizzato. Il polline è sferico con un diametro medio di circa 25 micron;  è tricolporato (con tre aperture sia di tipo a fessura che tipo isodiametrica o poro) ed è echinato (con punte sporgenti).

- Gineceo: l'ovario è infero uniloculare formato da 2 carpelli. Lo stilo (il recettore del polline) è profondamente bifido (con due stigmi divergenti) e con le linee stigmatiche marginali separate o contigue. I due bracci dello stilo hanno una forma troncata e possono essere papillosi o ricoperti da ciuffi di peli.

Frutti. I frutti sono degli acheni con sezione trasversale circolare, con 10 nervature o coste longitudinali terminanti in un callo basale e con apice arrotondato e ricoperto a una coroncina di squame o auricole. Nei solchi tra le coste sono presenti dei canali di resina e vari fasci vascolari mucillaginiferi.

## Biologia
Impollinazione: tramite insetti (impollinazione entomogama tramite farfalle diurne e notturne).

Riproduzione: la fecondazione avviene fondamentalmente tramite l'impollinazione dei fiori.

Dispersione: i semi cadono a terra e vengono dispersi soprattutto da insetti come formiche (disseminazione mirmecoria). Un altro tipo di dispersione è zoocoria: gli uncini delle brattee dell'involucro (se presenti) si agganciano ai peli degli animali di passaggio che portano così i semi anche su lunghe distanze. Inoltre per merito del pappo (se presente) il vento può trasportare i semi anche per alcuni chilometri (disseminazione anemocora).

## Distribuzione e habitat
La specie di questa voce è distribuita in Algeria, Marocco, Portogallo, Spagna e Tunisia.

## Sistematica
La famiglia di appartenenza di questa voce (Asteraceae o Compositae, nomen conservandum) probabilmente originaria del Sud America, è la più numerosa del mondo vegetale, comprende oltre 23.000 specie distribuite su 1.535 generi, oppure 22.750 specie e 1.530 generi secondo altre fonti (una delle checklist più aggiornata elenca fino a 1.679 generi). La famiglia attualmente (2021) è divisa in 16 sottofamiglie; la sottofamiglia Asteroideae è una di queste e rappresenta l'evoluzione più recente di tutta la famiglia.

### Filogenesi
Il gruppo di questa voce è descritto nella tribù Anthemideae, una delle 21 tribù della sottofamiglia Asteroideae). In base alle ultime ricerche nella tribù sono stati individuati (provvisoriamente) 4 principali lignaggi (o cladi): "Southern hemisphere grade", "Asian-southern African grade", "Eurasian grade" e "Mediterranean clade". Il genere  Glossopappus (insieme alla sottotribù Leucantheminae) è incluso nel Mediterranean clade..
I caratteri distintivi della specie  Glossopappus macrotus  sono:
- le coste longitudinali degli acheni sono fuse in un callo basale;
- gli acheni sono provvisti di lunghe auricole.

Il numero cromosomico della specie è: 2n = 18.
In base all'"orologio molecolare", questa specie ha iniziato a divergere circa 2,2 milioni di anni fa.

### Sinonimi
Sono elencati alcuni sinonimi per questa entità:
- Chrysanthemum macrotum (Durieu) Ball
- Coleostephus macrotus  Durieu
- Leucanthemum macrotum  (Durieu) Heywood
- Myconia macrotus  (Durieu) Walp.
- Pyrethrum macrotum  (Durieu) Coss.